# ميناء نانشا

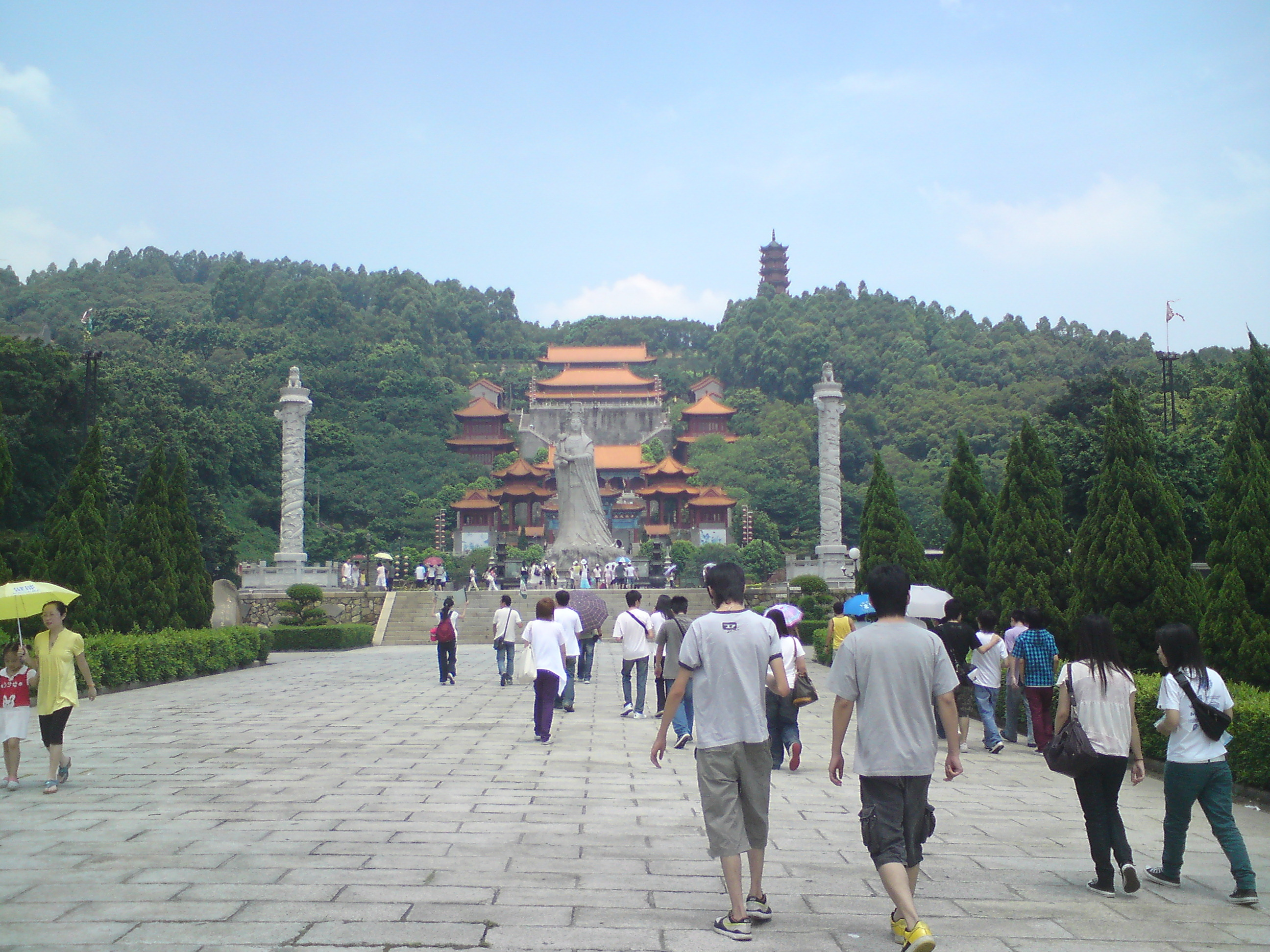

ميناء نانشا (بالصينية: 广州市南沙港) يقع في جزيرة لونغ شوي على الضفة الغربية لمنطقة نانشا التابعة لمدينة قوانغتشو، عاصمة المقاطعة الجنوبية لجمهورية الصين الشعبية مقاطعة غوانغدونغ يقابل هذا الميناء بحر الصين الجنوبي في الجنوب، و مدينة شنزن في الشرق،ويقع في المركز الهندسي لدلتا نهر اللؤلؤ، ودائرة غوانغفو الاقتصادية «وهي منطقة تربط مدينتي قوانغتشو بجارتها فوشان وتعد المنطقة بمثابة مركز تجاري دولي»، في عام 2015 ، حقق ميناء نانشا إنتاجية شحن بلغت 282 مليون طن، بزيادة سنوية قدرها 11.7٪ ؛ بإنتاجية تعادل 11.77 مليون حاوية مكافئة، بزيادة سنوية قدرها 6.3٪، وصنف ميناء نانشا واحد بين أفضل 12 ميناء في العالم.
تواجد ميناء نانشا منذ القِدم بالوقت المناسب والموقع المناسب ليحقق الانسجام ويسهل الكثير من التعاملات التجارية بين التحار على المستويين المحلي والدولي، ساعد الميناء في نجاح حملة قوانغدونغ الجديدة للتنمية الاقتصادية والاجتماعية حديثا. يرجع الفضل في ذلك للموقع الاستراتيجي المميز في مدينة قوانغتشو، بالإضافة إلى ان المنطقة تتمتع بميزة انخقاض تكاليف النقل بشكل كبير. سيقوم ميناء نانشا ببناء منطقة محطة كبيرة للمياه العميقة على الضفة الغربية لنهر اللؤلؤ لخدمة تطوير نقل الحاويات والخدمات اللوجستية الحديثة في المنطقة الغربية من دلتا نهر اللؤلؤ، وكان قد بدأ العمل في المرحلة الثانية من مشروع إنشاء 6 أرصفة للمياه العميقة بمقدرة استيعاب 50 ألف طن فأكثر بمنطقة الميناء. كما يحتوي الميناء على أكثر معدات الرفع تقدمًا وموثوقية في العالم. تم تجهيز المرحلة الأولى من المشروع بـ12 رافعة لمناولة الحاويات سوبر باناماكس (امتداد 60 مترًا، وزن رفع 60 طنًا، قادر على رفع حاويتين 20 قدمًا في نفس الوقت)، و 36 إطارًا رافعة جسرية ومجموعة من الآلات والمعدات المتنقلة. يعتمد نظام إدارة المعلومات فيها على تكنولوجيا الكمبيوتر المتقدمة، وتغطي وظائفه العملية الكاملة لتنظيم الإنتاج والتشغيل والتنفيذ، وتحقيق المراقبة الشاملة في الوقت الفعلي وتسهيل إدارة المحطة، تسعى الآن الإدارة لإنشاء منصة خدمة طرفية آمنة وفعالة وعالية الجودة، مما يسمح للعملاء بالاستمتاع الكامل بسرعة سلسلة الخدمات اللوجستية.

## الأهمية
أنشأ ميناء نانشا مفهومًا جديدًا لتكامل النقل «عبر دلتا نهر اللؤلؤ» من خلال شبكة أرضية وممرات مائية متطورة. لفترة طويلة، كان ميناء قوانغتشو يقع على الجناح الشرقي لدلتا نهر اللؤلؤ وأصبح ميناءً محوريًا للتجارة الخارجية في جنوب الصين. امتدت المناطق النائية إلى قوانغشي ويونان وسيشوان وقويتشو وهونان وهوبي. بتوجيه من النظرية، ليزدهر اقتصاد الجناح الغربي لدلتا نهر اللؤلؤ، واصبح هناك حاجة ملحة لخدمة الجناح الغربي، مما يحرك عجلة الاقتصاد لتفعيل الموانئ الرئيسية في دلتا نهر اللؤلؤ والاستجابة لها.